# City of Paris (Schiff, 1907)
Die City of Paris (II) war ein 1907 in Dienst gestelltes Passagierschiff der britischen Reederei Ellerman Lines, das Passagiere, Fracht und Post von Großbritannien nach Indien beförderte. Am 4. April 1917 wurde die City of Paris an der Südküste Frankreichs durch ein deutsches U-Boot versenkt. Von den 122 Passagieren und Besatzungsmitgliedern überlebte niemand.

## Das Schiff
Das 9.191 BRT große Dampfschiff City of Paris wurde auf der Werft Barclay, Curle and Company im Glasgower Stadtteil Whiteinch gebaut und lief am 10. August 1907 vom Stapel. Der Passagier- und Frachtdampfer war 150,3 Meter lang, 17,53 Meter breit und hatte eine Seitenhöhe von 9,91 Metern. Im Oktober 1907 wurde das Schiff fertiggestellt. Es hatte einen Schornstein, zwei Masten und einen einzelnen Propeller. Die vierzylindrige Vierfachexpansions-Dampfmaschine leistete 670 nominale Pferdestärken und ermöglichte eine Geschwindigkeit von 15 Knoten (27,8 km/h). An Bord war Platz für 272 Passagiere der Ersten und 64 Passagiere der Zweiten Klasse.
Die City of Paris wurde für die Ellerman Lines gebaut, eine seit 1892 bestehende britische Reederei mit Sitz in London, deren Dampfer hauptsächlich den Passagier- und Frachtverkehr in den Mittelmeerraum, den Nahen Osten und nach Indien bedienten. Sie war das zweite Schiff der Reederei, das diesen Namen trug. Die City of Paris wurde die Route Liverpool–Bombay geplant und eingesetzt. 1911 stellte sie einen Rekord auf jener Strecke auf, als sie eine Fahrt innerhalb von 19 Tagen und einer Stunde zurücklegte. Ab 1915 wurde die City of Paris im Dienst der britischen Regierung auch als Truppentransporter eingesetzt.
Am Mittwoch, dem 4. April 1917 befand sich die City of Paris auf einer Reise von Karatschi über Marseille nach Liverpool. An Bord waren 109 Besatzungsmitglieder, 13 Passagiere und gewöhnliche Fracht. Truppen waren auf dieser Fahrt nicht an Bord. Da die Schiffsführung vor U-Booten gewarnt worden war, dampfte die City of Paris in einem Zickzackkurs.
Kurz nach Mitternacht am 4. April wurde das Schiff 46 Seemeilen südöstlich von Cap d’Antibes an der Côte d’Azur von dem deutschen U-Boot UC 35 unter dem Kommando von Kapitänleutnant Ernst von Voigt torpediert. Während der Dampfer evakuiert wurde, tauchte UC 35 auf und eröffnete das Feuer auf das Schiff. Kurz danach schoss von Voigt einen zweiten Torpedo ab, der das Schiff schließlich zum Sinken brachte. Keiner der 122 Menschen an Bord überlebte. Französische Patrouillenboote fanden hinterher vier Rettungsboote, deren insgesamt 41 Insassen aber alle bereits tot waren. Die übrigen Menschen wurden nie gefunden.